# سير (إب)
سير هي إحدى قرى الجمهورية اليمنية. تتبع جغرافيا لمحافظة إب وإداريًا لمديرية بعدان. يبلغ تعداد سكانها 1218 نسمة حسب الإحصاء الذي أجري عام 2004.